# Элементоорганические соединения

Ферроцен — пример элементоорганического соединения

Элементоорганические соединения — органические вещества, в которых углерод непосредственно связан с атомами, отличными от водорода, кислорода, серы, азота, галогенов. Обычно элементоорганические соединения подразделяют на борорганические, кремнийорганические, фосфорорганические и металлорганические соединения.
К элементоорганическим соединениям относят также фторорганические соединения.
Реакционная способность данных соединений определяется прежде всего прочностью связи между атомами углерода и элемента и полярностью. Химия элементоорганических соединений развивается на стыке органической и неорганической химии и связывает эти две области. В природе соединения встречаются крайне редко; большинство из них являются синтезированными.